# The Campfire Headphase
Albums de Boards of Canada
Geogaddi Trans Canada Highway
The Campfire Headphase est le troisième album du groupe écossais de musique électronique Boards of Canada, sorti en 2005. Le groupe y joue ici une musique différente des précédents albums, Music Has the Right to Children et Geogaddi, incorporant par exemple des guitares, à l'image du morceau Dayvan Cowboy, pour lequel un clip vidéo officiel est réalisé, pour la première fois dans l'histoire du groupe.

## Liste des morceaux
| 1.                            | Into the Rainbow Vein                               | 0:44 |
| 2.                            | Chromakey Dreamcoat                                 | 5:47 |
| 3.                            | Satellite Anthem Icarus                             | 6:04 |
| 4.                            | Peacock Tail                                        | 5:24 |
| 5.                            | Dayvan Cowboy                                       | 5:00 |
| 6.                            | A Moment of Clarity                                 | 0:51 |
| 7.                            | ’84 Pontiac Dream                                   | 3:49 |
| 8.                            | Sherbet Head                                        | 2:41 |
| 9.                            | Oscar See through Red Eye                           | 5:08 |
| 10.                           | Ataronchronon                                       | 1:14 |
| 11.                           | Hey Saturday Sun                                    | 4:56 |
| 12.                           | Constants Are Changing                              | 1:42 |
| 13.                           | Slow This Bird Down                                 | 6:09 |
| 14.                           | Tears from the Compound Eye                         | 4:03 |
| 15.                           | Farewell Fire                                       | 8:26 |
| 16.                           | Macquarie Ridge (seulement sur l'édition japonaise) | 4:57 |
| 62:05 Édition japonaise 67:02 |                                                     |      |